# Onni Tarjanne
Pour les articles homonymes, voir Onni et Tarjanne.
Onni Alcides Tarjanne (né Törnqvist le 5 septembre 1864 à Virrat – mort le 23 octobre 1946 à Helsinki) est un architecte finlandais et professeur d'architecture.

## Ouvrages à Helsinki
- Yrjönkatu 13, 1890.
- Hôpital de Marie (Lapinlahdenkatu 16), 1894
- Immeuble de bureaux, Erottajankatu 5 , 1896
- École primaire, Snellmaninkatu 18, 1899
- Laboratoire de chimie, (Abrahaminkatu 1–5) – Établissement d'enseignement , 1899
- Meritullinkatu 16 – Immeuble d'habitation, 1900
- Rauhankatu 1 – Immeuble d'habitation, (avec Lars Sonck), 1900
- Uudenmaankatu 25 – Immeuble d'habitation, (avec Lars Sonck), 1900
- Théâtre national de Finlande (Vilhonkatu 11, Helsinki), 1902.
- Pietarinkatu 5 – Immeuble d'habitation, 1902 (extension 1905)
- Huvilakatu 1 – Immeuble d'habitation, 1906
- Huvilakatu 20–22 – Immeuble d'habitation, 1908
- Lönnrotinkatu 36 - bostads AB,  extension, 1909
- Maison des Caréliens (fi) (Liisankatu 17) –Immeuble d'habitation, 1910
- Eteläesplanadi 10 – Immeuble commercial, 1910
- Museokatu 11 – Immeuble d'habitation, 1912
- Armfeltintie 13 – Immeuble d'habitation 1911
- Uudenmaankatu 13 – Immeuble d'habitation, 1914
- Salama (Aleksanterinkatu 15) – 1914
- Laboratoire d'automatique de l'université technologique d'Helsinki (Albertinkatu 40–42), 1925
- Immeuble Heimola (fi), Yliopistokatu 5, 1910 (démolie en 1969).

## Autres ouvrages
- Sanatorium de Takaharju, 1903, Punkaharju
- Pavillon de chasse d'Ansala, 1908, Loppi
- Centrale hydroélectrique d'Ämmäkoski (fi), 1917, Kajaani
- Usine de cartouches, Lapua
- Cantine de l'usine de cartouches, 1923, Lapua
- Hôpital de Satalinna (fi), 1925, Harjavalta

## Galerie

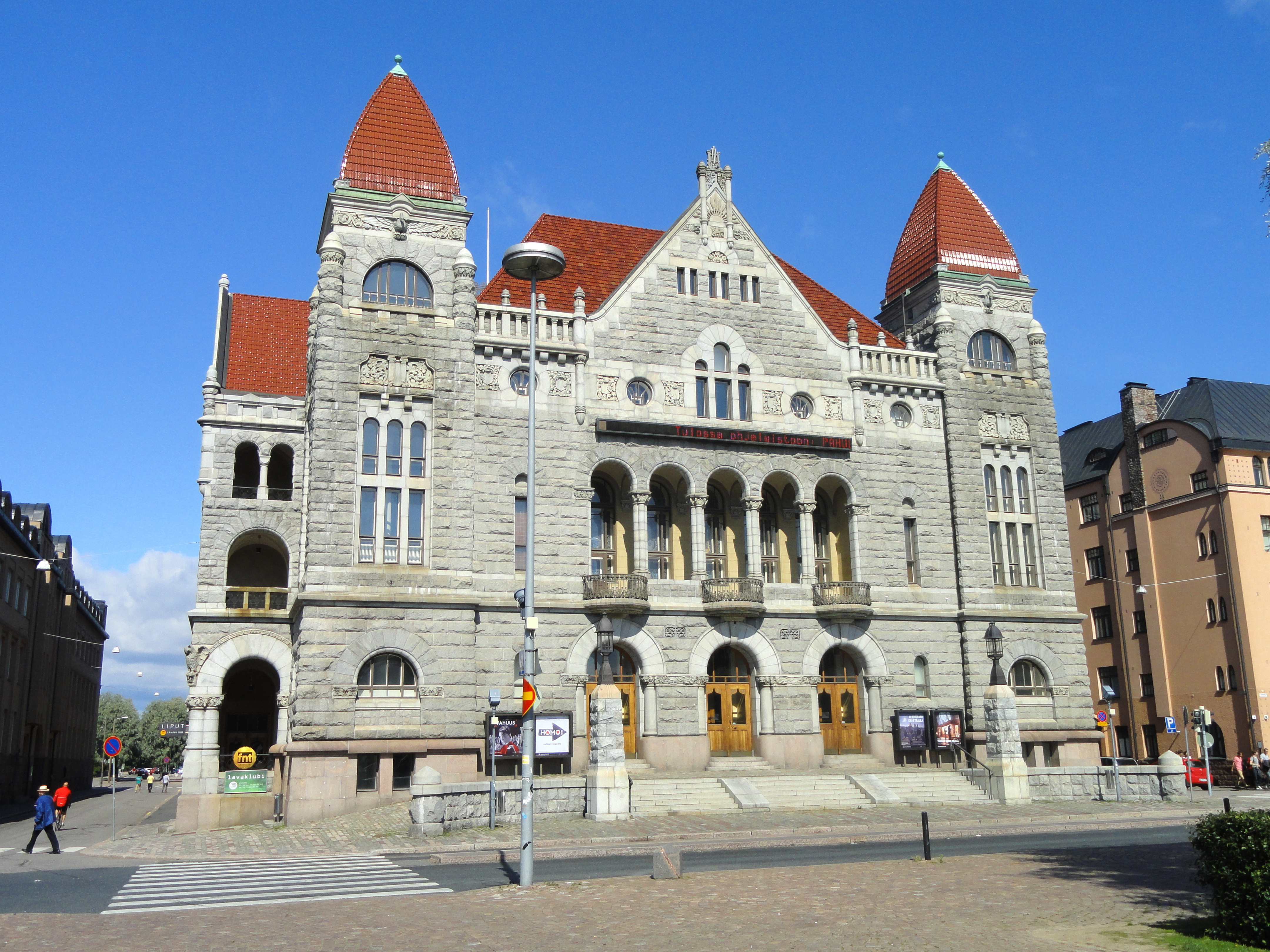
Le Théâtre national de Finlande à Helsinki.
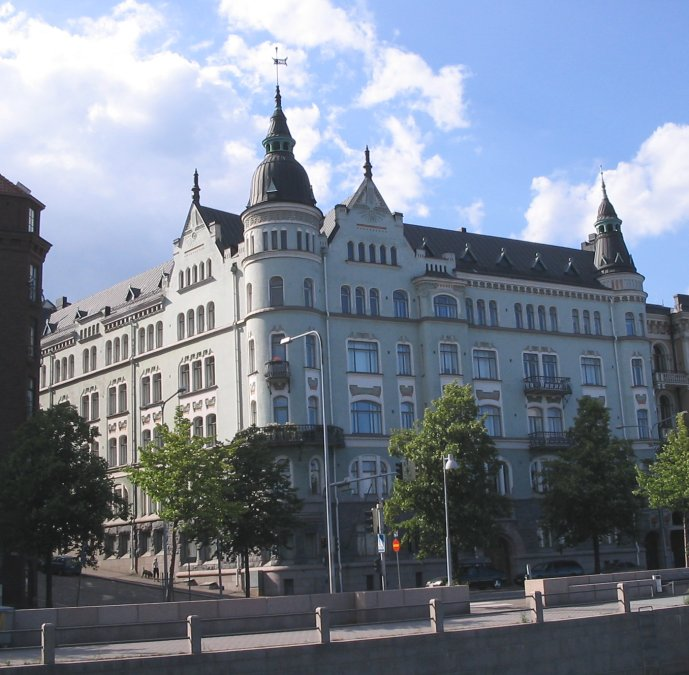
10, Pohjoisranta à Helsinki[1].
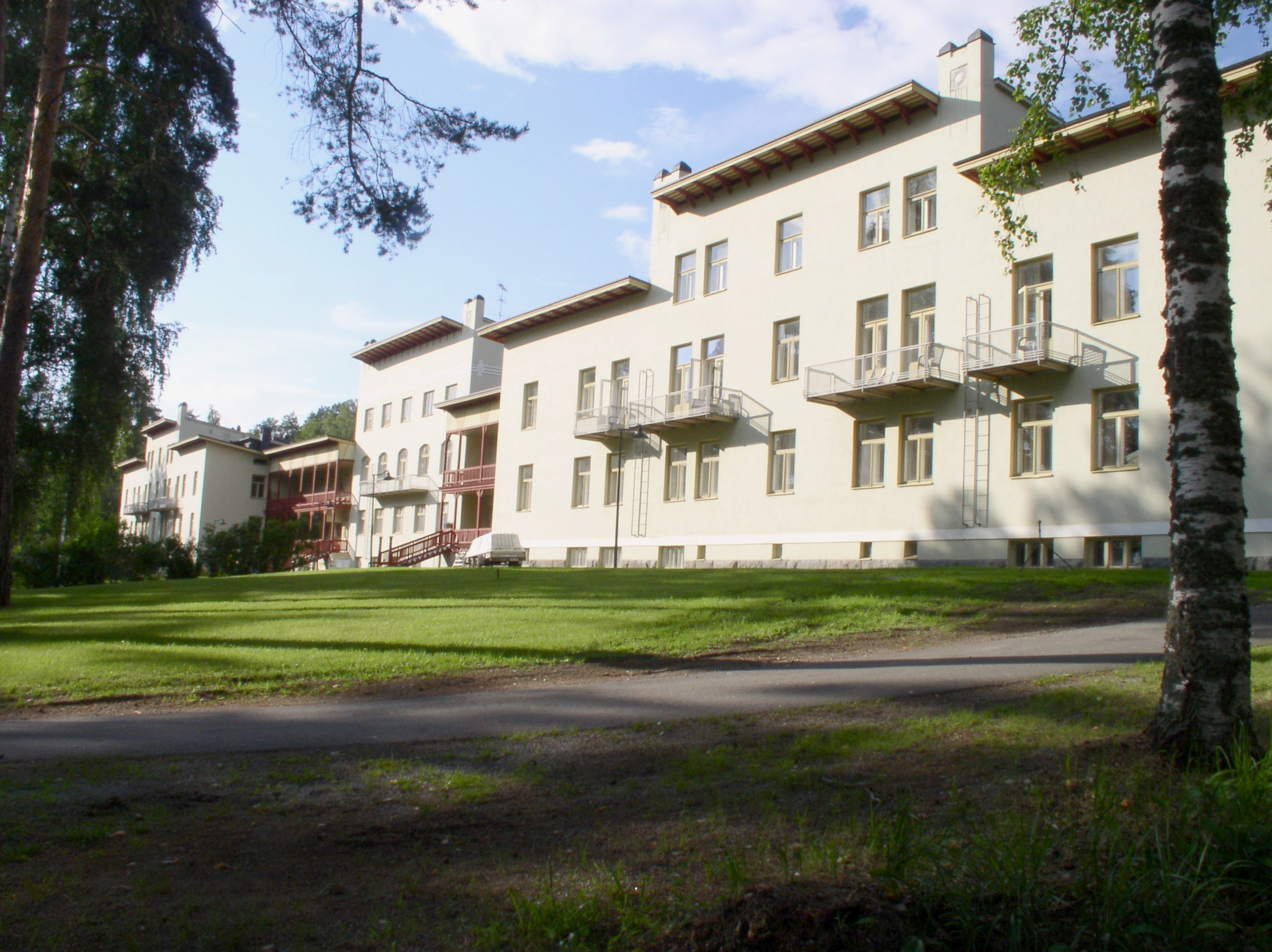
Le  Sanatorium de Takaharju à Punkaharju.
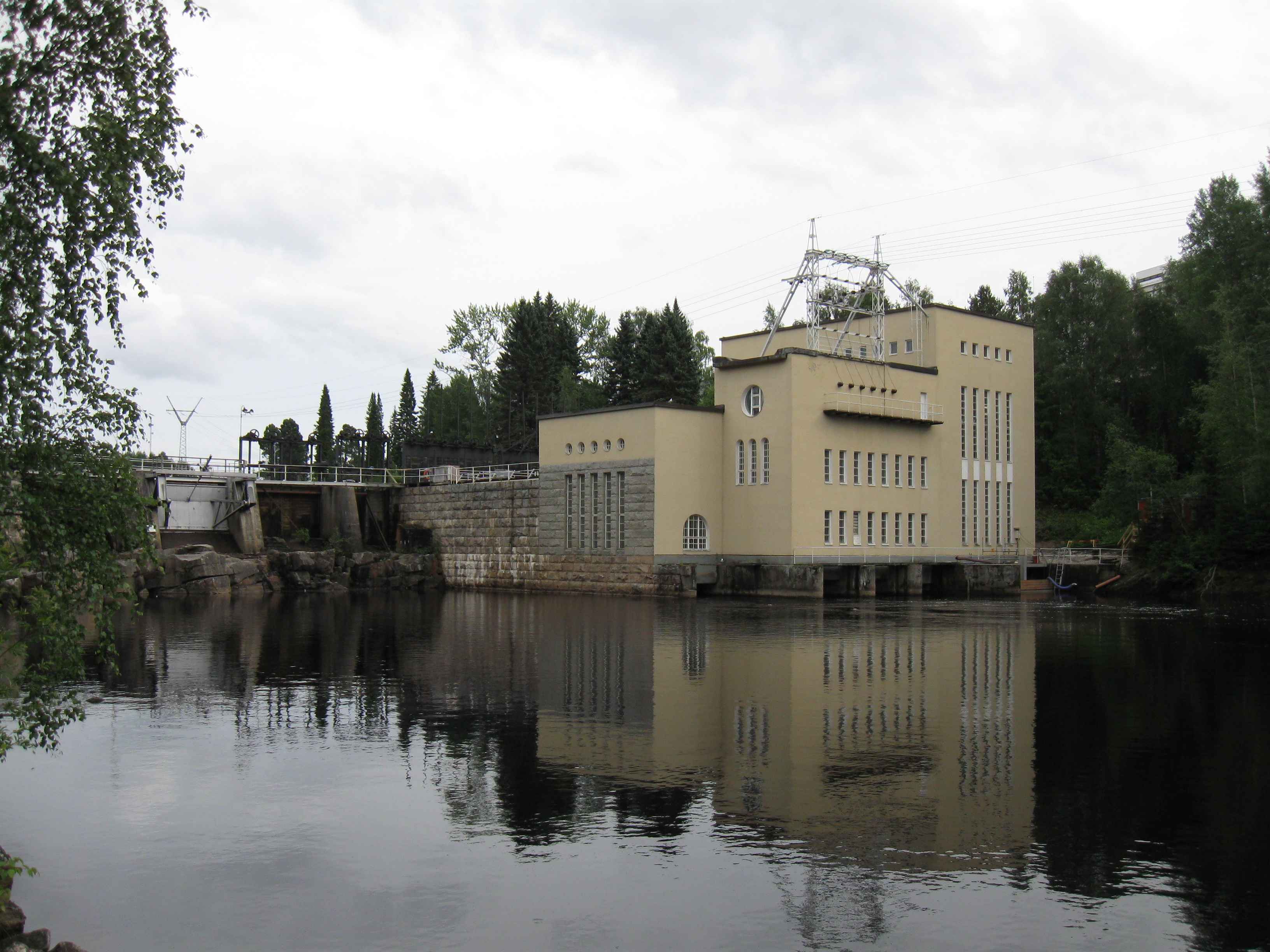
Centrale hydroélectrique d'Ämmäkoski.
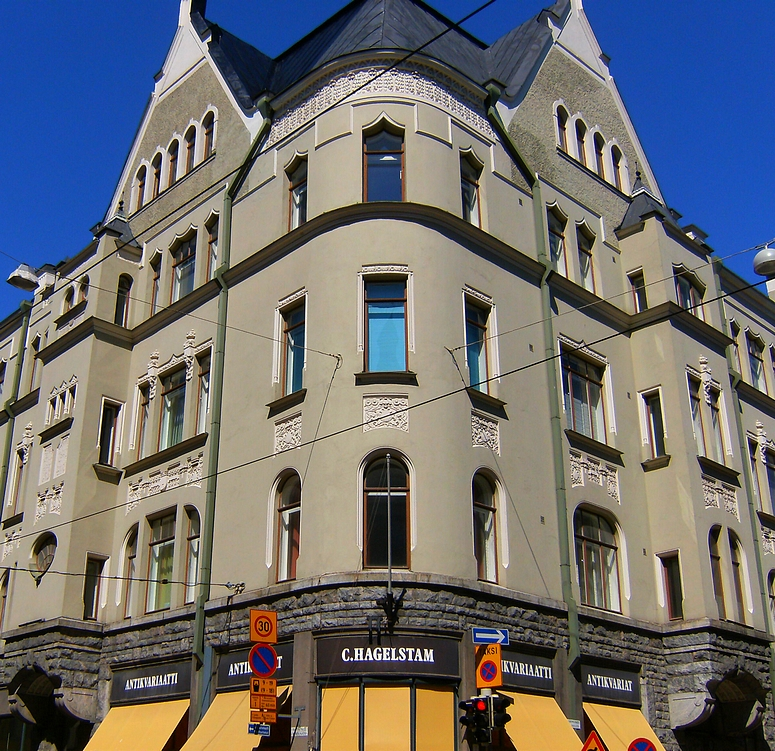
35, rue Fredrikinkatu à Helsinki.